# Carasco
Carasco (Carasco /kaˈrasku/ in ligure) è un comune italiano di 3 713 abitanti della città metropolitana di Genova in Liguria.

## Geografia fisica

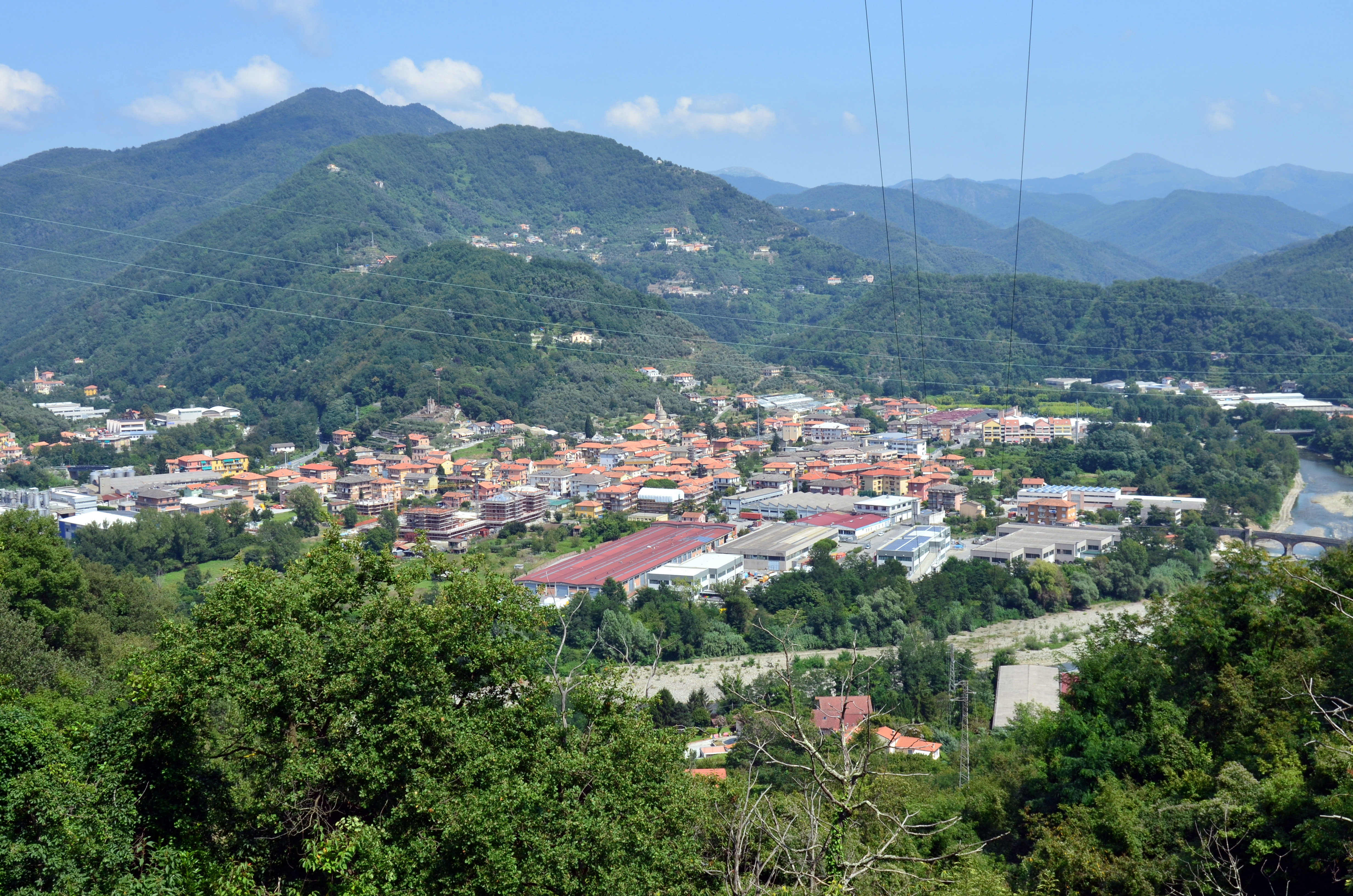
Panorama di Carasco dalla provinciale di Leivi

### Territorio
Il territorio di Carasco è situato nella bassa val Fontanabuona, nell'immediato entroterra di Chiavari, anche se il suo territorio comunale è posto alla confluenza di altre due valli: la valle Sturla e la val Graveglia.
Carasco è attraversata da tre principali torrenti: il Lavagna, lo Sturla e il Graveglia; dalla loro confluenza nasce l'Entella, la cui foce è situata tra le città costiere di Lavagna e Chiavari.

## Storia

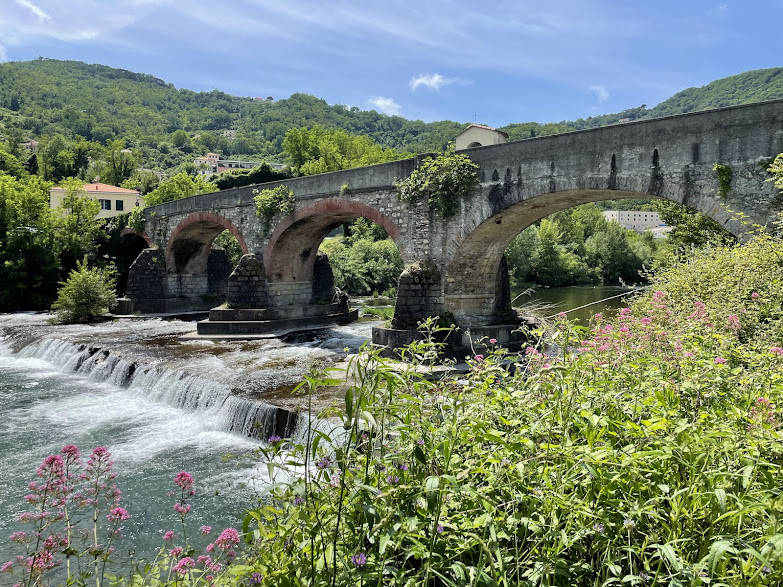
Il ponte Vecchio sul torrente Sturla, presso l'abitato di Carasco.

Il toponimo comunale deriva dalla crasi di "Car" (capo) e "Asco" (corso d'acqua), in riferimento alla posizione geografica del territorio su cui si è sviluppato.
Le prime notizie sul territorio di Carasco risalirebbero al Medioevo, quando l'originario paese fu un importante scalo commerciale delle merci dirette in Lombardia e in Pianura Padana.
Nella prima metà del IX secolo il re d'Italia e futuro imperatore del Sacro Romano Impero Lotario I confermò ai monaci di Bobbio i diritti sul territorio e della corte di Comorga, menzionata nell'833 nelle Adbreviationes dell'abate Wala tra i possedimenti del monastero, corte confermata anche nelle Adbreviationes dell'862 e dell'883 e nei diplomi reali ed imperiali di Berengario I dell'888 e dell'11 settembre 903, Guido II (893) e Lamberto II (896).

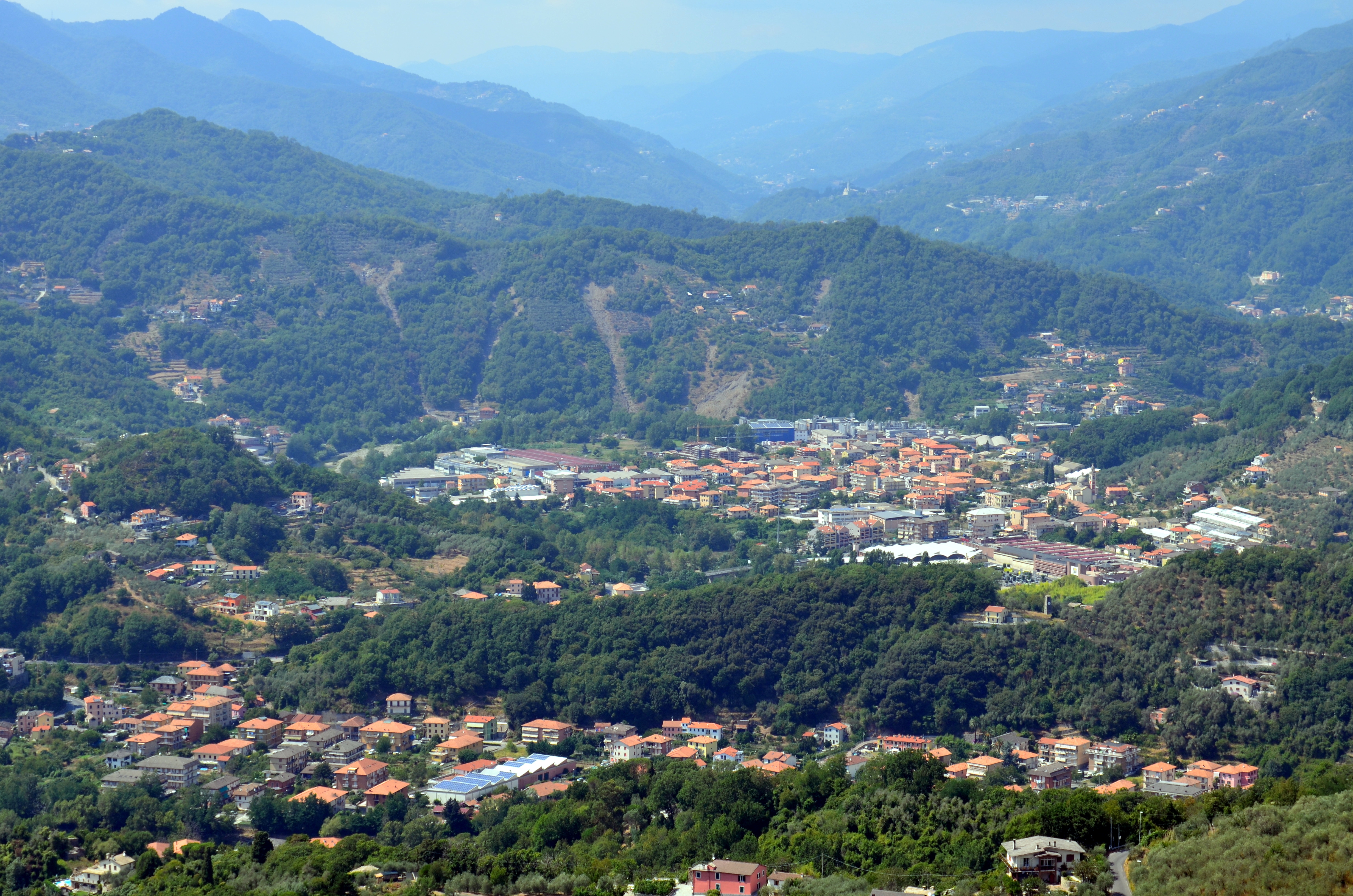
Carasco dal monte San Giacomo (Cogorno)

In seguito fu amministrato come corte colombaniana dalla pieve di San Giovanni di Secenia (Sesegnam) a Pievetta di Santo Stefano d'Aveto, dipendente dal monastero di San Paolo di Mezzano Scotti (Bobbio).
Dall'XI secolo divenne feudo della famiglia Ravaschieri, ramo dei Fieschi, conti di Lavagna. Nel XIII secolo passò alla Repubblica di Genova che, con la costruzione nel 1132 di un castello nell'abitato di Rivarola, sottopose il borgo al capitaneato di Chiavari. Le successive alluvioni dei torrenti Sturla e Lavagna cancelleranno in buona parte le testimonianze dei momenti storici più significativi del paese, nonché, tra l'altro, la distruzione dell'originaria chiesa parrocchiale di San Marziano nel XVII secolo.
Con la dominazione francese di Napoleone Bonaparte rientrò dal 2 dicembre 1797 nel dipartimento dell'Entella, con capoluogo Chiavari, all'interno della Repubblica Ligure. Dal 28 aprile 1798 la municipalità di Carasco rientrò nel III cantone, come capoluogo, della giurisdizione dell'Entella e dal 1803 centro principale del I cantone dell'Entella nella giurisdizione dell'Entella. Annesso al Primo Impero francese, dal 13 giugno 1805 al 1814 venne inserito nel dipartimento degli Appennini.
Nel 1815 fu inglobato nel Regno di Sardegna, secondo le decisioni del congresso di Vienna del 1814, che sottopose la municipalità di Carasco nella provincia di Chiavari sotto la divisione di Genova. Dal 1859 al 1926 il territorio fu compreso nel II mandamento di Chiavari del circondario di Chiavari dell'allora provincia di Genova, nel Regno d'Italia.
Dal 1973 al 31 dicembre 2008 ha fatto parte della Comunità montana Fontanabuona.

### Simboli
Stemma
Gonfalone
Lo stemma e il gonfalone sono stati concessi con decreto del presidente della Repubblica del 25 febbraio 1983.

## Monumenti e luoghi d'interesse

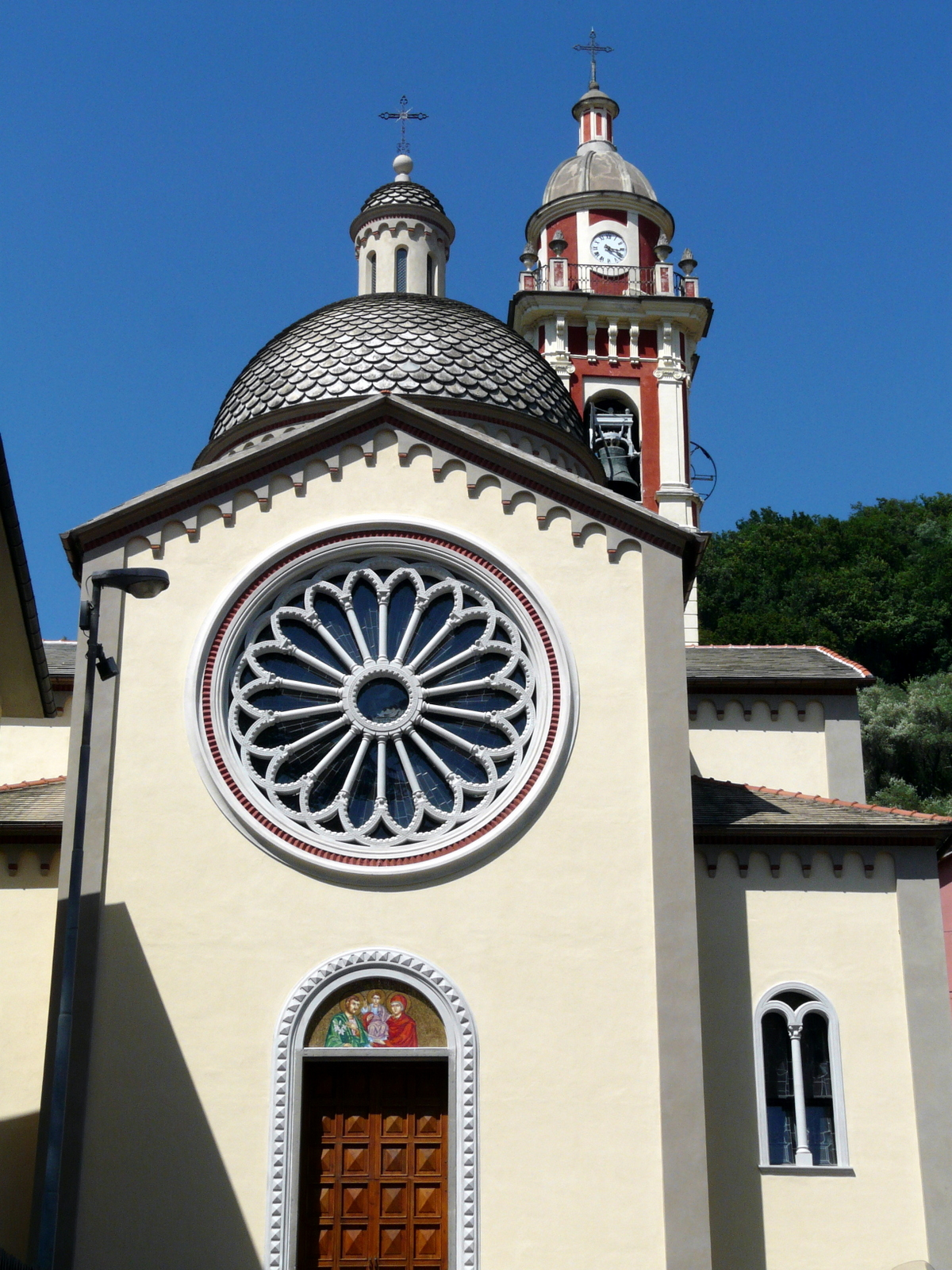
La chiesa di San Marziano a Carasco

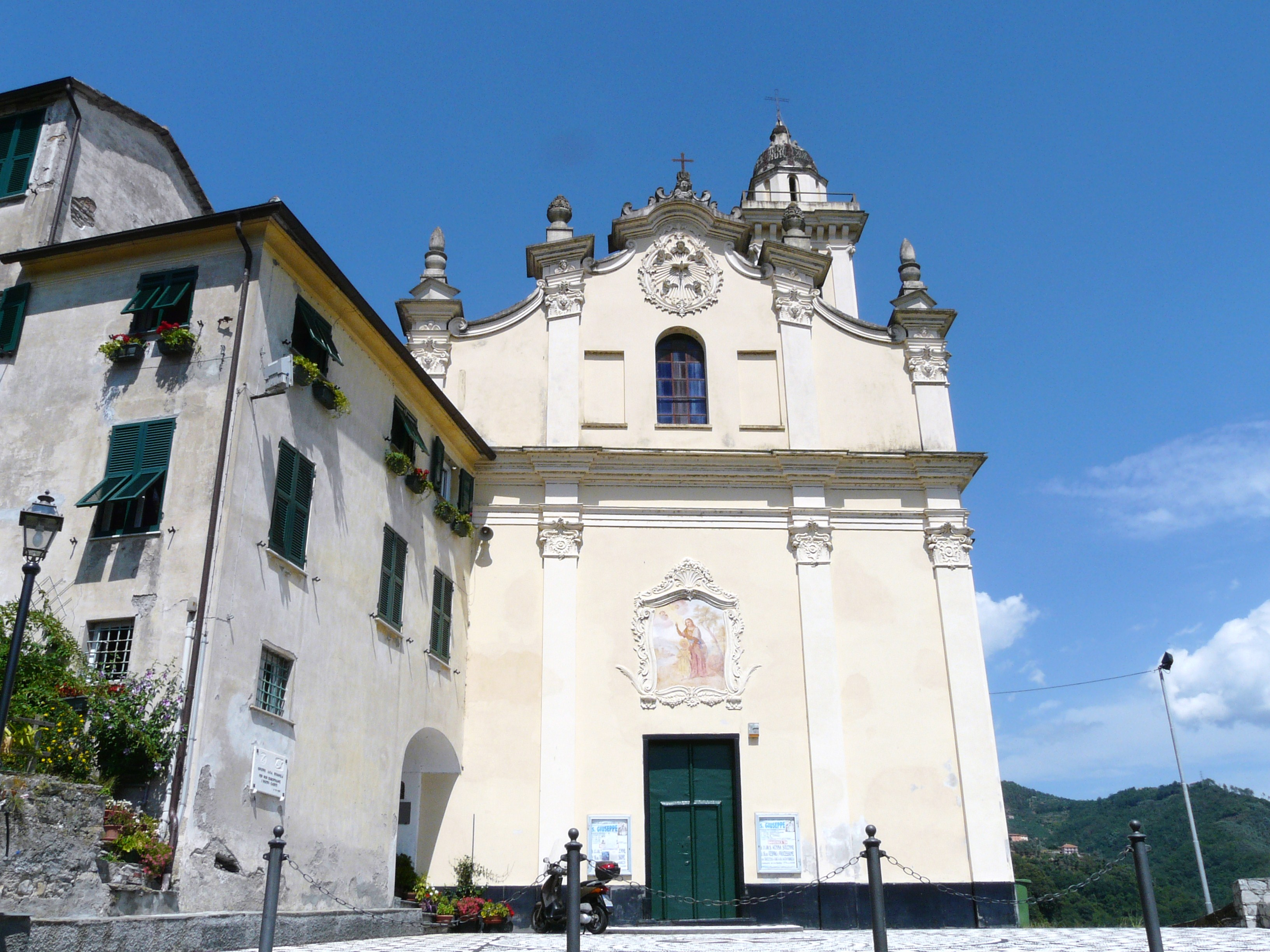
La chiesa parrocchiale dei Santi Quirico e Giulitta nella frazione di Rivarola

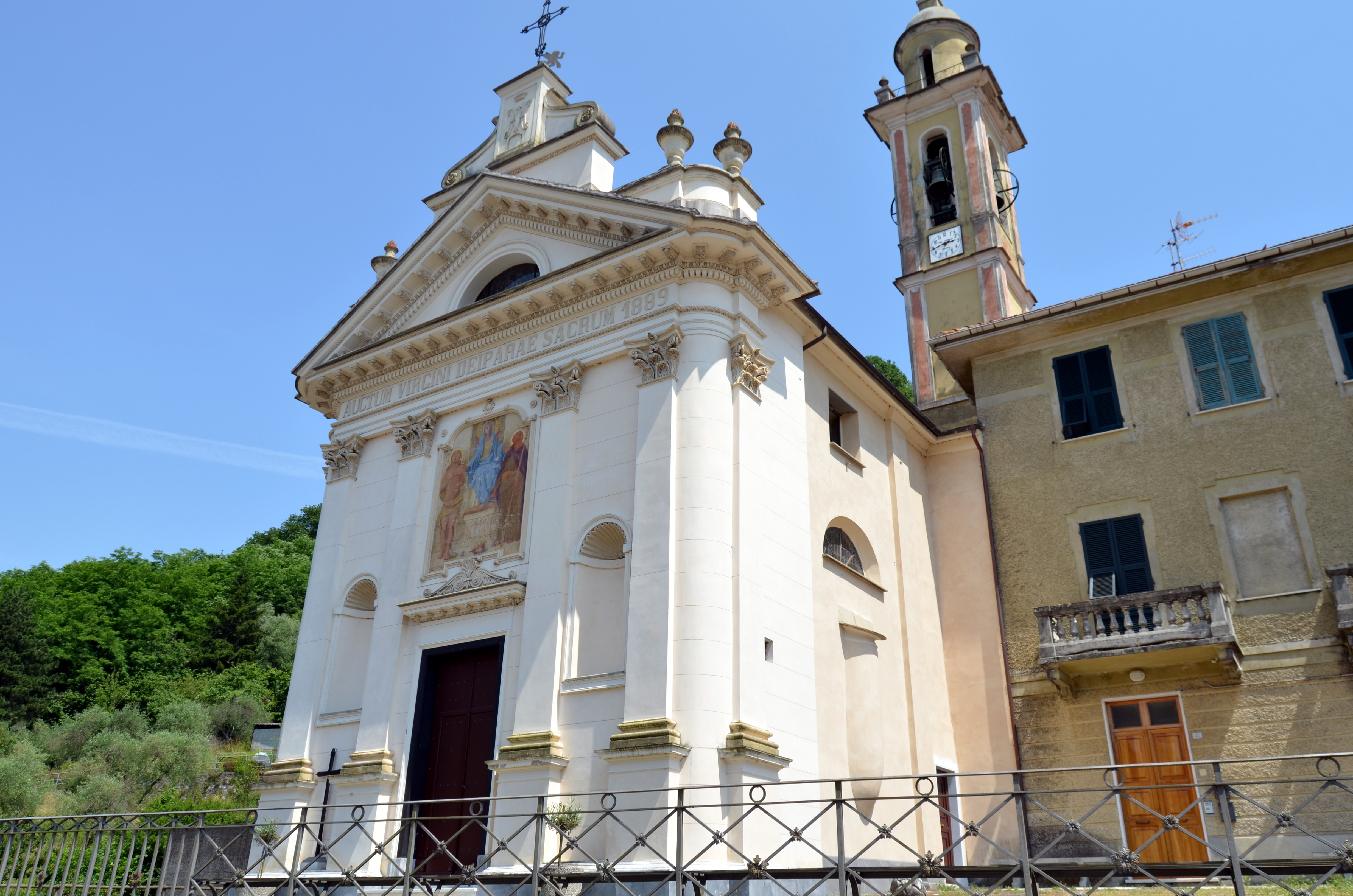
La chiesa parrocchiale di Santa Maria nella frazione di Santa Maria di Sturla

### Architetture religiose
- Chiesa parrocchiale-prioria di San Marziano nel capoluogo. L'edificio venne edificato nel corso del XVIII secolo in sostituzione della primaria parrocchiale omonima, quest'ultima abbandonata nel Seicento in quanto soggetta ad alluvioni. Gli ultimi ampliamenti dell'edificio risalgono alla metà del XX secolo.
- Chiesa vecchia di San Marziano presso i Piani di Carasco. Un primo edificio di culto fu edificato in epoca medievale nei pressi della confluenza a valle dei torrenti Sturla e Lavagna. Le alluvioni che si succederanno nel Seicento porteranno alla distruzione e poi all'abbandono dell'antico edificio in favore della nuova parrocchiale settecentesca. A partire dal primo decennio del XXI secolo sono stati avviati dalla Soprintendenza ricerche e scavi archeologici per riportare alla luce l'antico impianto medievale ed in particolar modo la zona absidale, i pavimenti e gli altari.
- Abbazia di Nostra Signora della Misericordia nel capoluogo.
- Chiesa parrocchiale-prioria di Sant'Eufemiano nella frazione di Graveglia[8]L'attuale chiesa è risalente al 1866.
- Chiesa parrocchiale di San Nicolò nella frazione di Paggi. Presente già in un periodo anteriore al 1220, anno dell'elezione a parrocchia, l'attuale edificio fu riedificato nel 1666 ad unica navata.
- Cappella di Sant'Alberto nella frazione di Paggi. Ad un miglio e mezzo dalla chiesa parrocchiale di Paggi si trova la cappella in onore di sant'Alberto da Genova, san Gottardo e san Bernardo; il primo si festeggia la seconda domenica di luglio, il secondo la prima domenica di maggio, ed il terzo il 20 agosto. Piccola e disadorna reca un solo altare in cotto, sopra del quale posa una lastra di ardesia in cui vi sono dipinte le figure dei Santi Alberto, Bernardo e Gottardo. Le varie leggende mandate da generazione a generazione raccontano che la cappella di sant'Alberto sia più antica della chiesa di Paggi, nonostante non ci sia nessun documento scritto che lo provi. È stata restaurata nel 1998, sistemando il tetto e ridipingendola e aggiungendo un quadro in legno con raffigurata l'immagine della Madonna. Nel 2011 è stato restaurato il quadro raffigurante i tre santi e la piccola croce posta sull'altare. Davanti alla cappella sorge una grande croce di legno dedicata a Gesù Redentore sul monte Paggi, innalzata nel 1901 dal popolo di Paggi, come segnacolo della sua fede, come sacro palladio e sicuro pegno delle benedizioni divine sul paese e sopra i suoi abitanti. Ora la croce non è più di legno ma di ferro battuto.
- Chiesa parrocchiale dei Santi Quirico e Giulitta nella frazione di Rivarola.
- Chiesa parrocchiale di San Pietro nella frazione di San Pietro di Sturla.
- Chiesa parrocchiale di Santa Maria (detta di San Pellegrino) nella frazione di Santa Maria di Sturla. L'odierna chiesa fu costruita tra il 1690 e il 1700 con successive modifiche nel XIX secolo.

### Architetture civili
- Ponte sul torrente Sturla. Antico ponte in pietra e mattoni a quattro arcate, è databile alla fine del XVI secolo. Gli storici suppongono che tale passaggio presso il fiume Entella sia stato nei secoli passati un'importante via di comunicazione tra l'allora paese, il maggiore centro urbano di Chiavari e le retrostanti valli. Gli eventi alluvionali del 1608 e del 1782 ne causarono la distruzione e le successive riedificazioni secondo i canoni e la mobilità dell'epoca.

### Architetture militari
- Castello di Rivarola. Costruito nel 1132 come avamposto strategico della Repubblica di Genova nel territorio controllato dalla famiglia Fieschi di Lavagna.
- Castello di Paggi. Fu eretto nel X secolo dalla famiglia fliscana per la posizione che offriva il paese. Giunti, infatti, all'altezza del castello si può godere di una vista panoramica. Demolito nel 1111 e ricostruito nel 1133 fu nuovamente distrutto per ordine genovese e mai più riedificato.

## Società

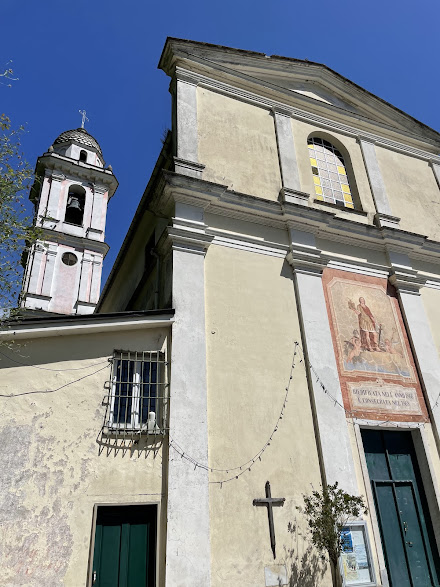
La prioria di Sant'Eufemiano presso la frazione di Graveglia

### Evoluzione demografica
Abitanti censiti

### Etnie e minoranze straniere
Secondo i dati Istat al 31 dicembre 2022, i cittadini stranieri residenti a Carasco sono 318, così suddivisi per nazionalità, elencando per le presenze più significative:
1. Albania, 94
2. Marocco, 49
3. Romania, 39
4. Ecuador, 30

## Geografia antropica

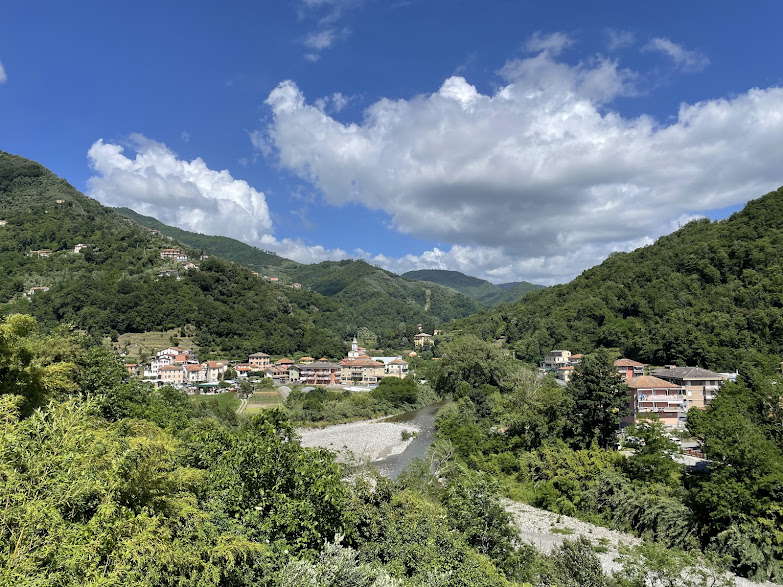
Panorama di Graveglia da Rivarola

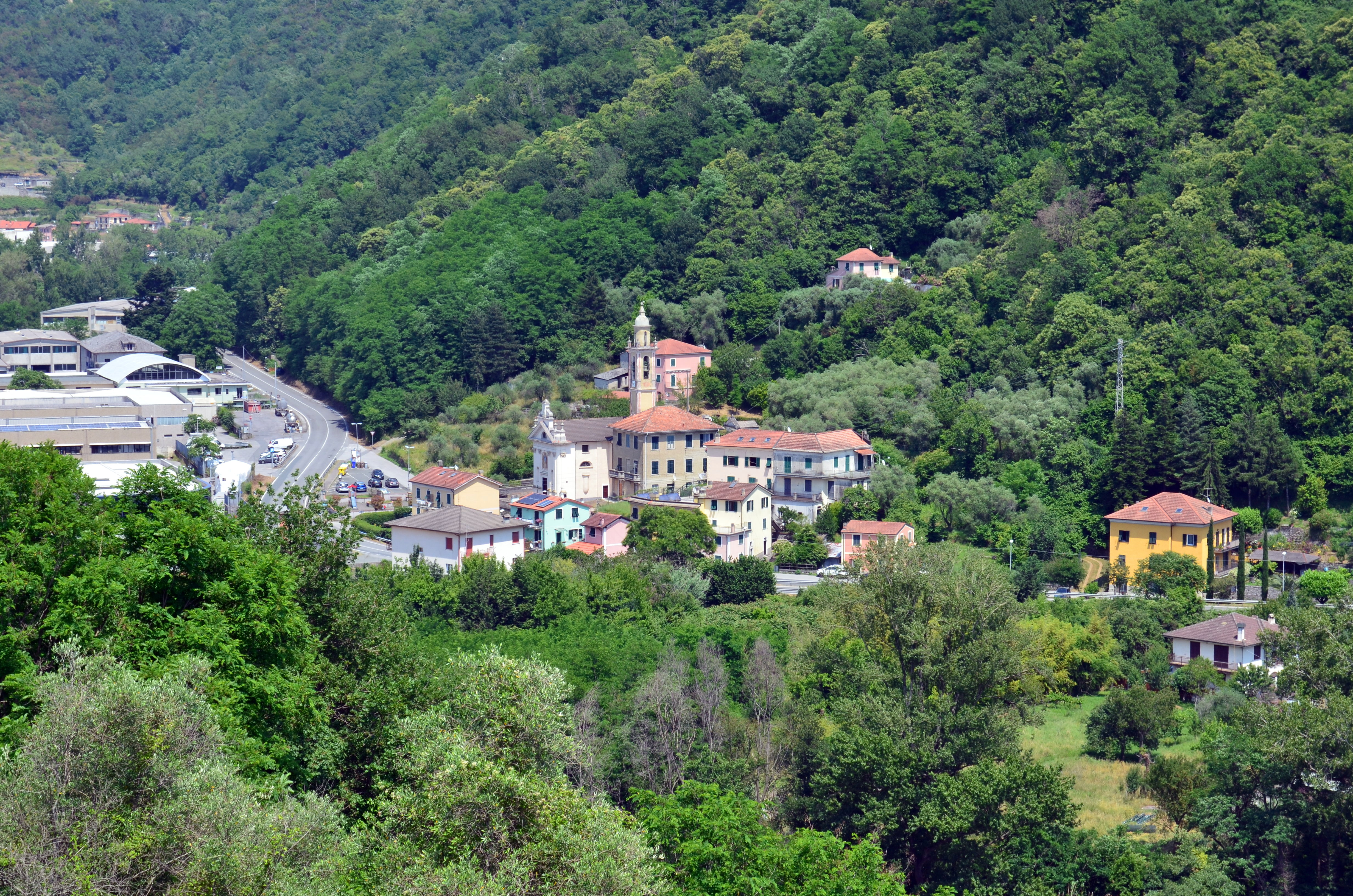
Panorama di Santa Maria di Sturla

Il territorio comunale comprende, oltre al capoluogo, le frazioni di Graveglia, Paggi, Rivarola, San Pietro di Sturla e Santa Maria di Sturla per un totale di 8,46 km2; tra le località Terrarossa.
Confina a nord con il comune di Mezzanego, a sud con Cogorno e Chiavari, ad ovest con San Colombano Certenoli e Leivi e ad est con Ne.

## Economia
Anticamente la principale attività economica del comune si basava soprattutto sull'agricoltura, oggi sostituita dalla concentrazione di numerose piccole e medie attività industriali - edile, tessile, chimica - poste lungo la principale strada statale 225 della Val Fontanabuona. L'attività agricola si è conservata in parte nelle immediate frazioni collinari.

### Artigianato
L'artigianato locale è incentrato sulle cave di ardesia finalizzate ad un uso edilizio ed a elementi d'arredo, oppure artistico.

## Infrastrutture e trasporti

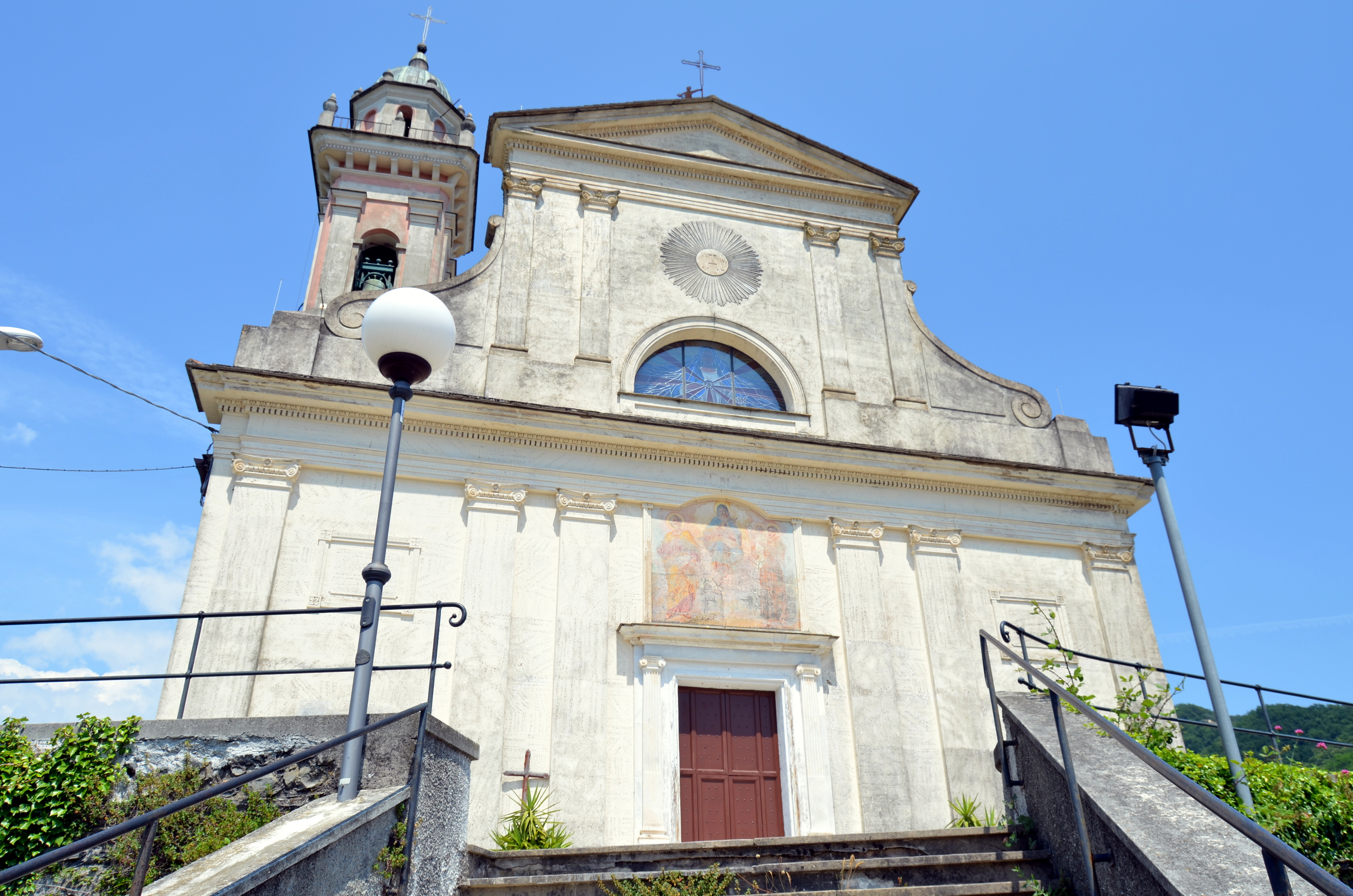
La chiesa di San Pietro presso la frazione di San Pietro di Sturla

### Strade
Il centro di Carasco è attraversato principalmente dalla strada statale 225 della Val Fontanabuona che gli permette il collegamento stradale con Chiavari, a sud, e con San Colombano Certenoli a nord. Il territorio comunale è altresì attraversato dalla strada provinciale 33 di San Salvatore, ad est del centro urbano, dove, dopo aver attraversato i centri frazionari di San Quirico e Graveglia, raggiunge la località di San Salvatore dei Fieschi nel comune di Cogorno.
In prossimità del centro di Carasco è invece collocato l'innesto tra la statale 225 e la strada statale 586 della Valle dell'Aveto per raggiungere il successivo comune di Mezzanego, in valle Sturla, e quindi la val d'Aveto.

### Mobilità urbana
Dal comune di Chiavari un servizio di trasporto pubblico locale gestito dall'AMT garantisce quotidiani collegamenti bus con Carasco e per le altre località del territorio comunale.

## Amministrazione

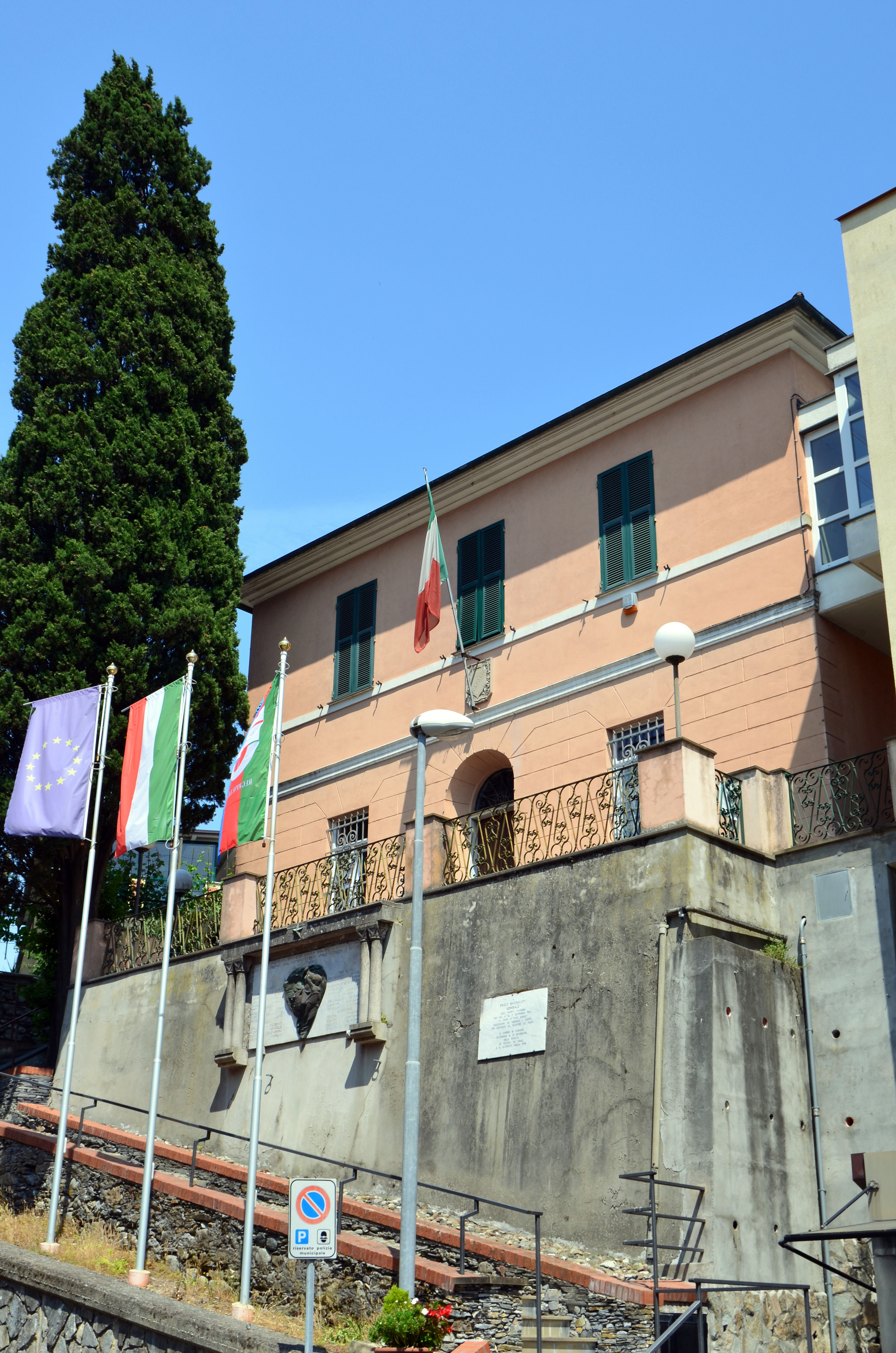
Il municipio

| Periodo           | Periodo        | Primo cittadino       | Partito                                     | Carica      | Note   |
| ----------------- | -------------- | --------------------- | ------------------------------------------- | ----------- | ------ |
| 1951              | 19 giugno 1985 | Luigi Bacigalupo      | DC                                          | Sindaco     |        |
| 19 giugno 1985    | 2 giugno 1990  | Luigi Bacigalupo      | DC                                          | Sindaco     |        |
| 26 giugno 1990    | 24 aprile 1995 | Luigi Bacigalupo      | DC                                          | Sindaco     |        |
| 24 aprile 1995    | 14 giugno 1999 | Luigi Bacigalupo      | lista civica di centro                      | Sindaco     |        |
| 14 giugno 1999    | 29 luglio 2003 | Luigi Bacigalupo      | lista civica di centro                      | Sindaco     | [ 14 ] |
| 11 settembre 2003 | 14 giugno 2004 | Laura Remezzano       | lista civica di centro                      | Vicesindaco | [ 15 ] |
| 14 giugno 2004    | 8 giugno 2009  | Laura Remezzano       | Centro per Carasco (lista civica di centro) | Sindaco     |        |
| 8 giugno 2009     | 26 maggio 2014 | Laura Remezzano       | Centro per Carasco (lista civica di centro) | Sindaco     |        |
| 26 maggio 2014    | 26 maggio 2019 | Massimo Casaretto     | Insieme per Carasco (lista civica)          | Sindaco     |        |
| 27 maggio 2019    | 10 giugno 2024 | Massimo Casaretto     | Insieme per Carasco (lista civica)          | Sindaco     |        |
| 10 giugno 2024    | in carica      | Boris Lorenzo Beronio | Progetto Carasco nel Cuore (lista civica)   | Sindaco     |        |

## Sport

### Calcio
- A.S.D. Carasco 08, militante nel campionato di Terza Categoria.